# Sophie Hunger
Sophie Hunger (tên khai sinh Émilie Jeanne-Sophie Welti, sinh vào ngày 31 tháng năm 1983) là một ca sĩ, nhà soạn nhạc phim, đa nhạc cụ (guitar, blues harp, piano) và hiện đang sống ở Berlin.

## Thuở nhỏ
Émilie Jeanne-Sophie Welti sinh ra vào ngày 31 tháng năm 1983 ở Bern, Thuỵ sĩ. Cô ấy là con gái của một nhà ngoại giao  và lớn lên, với hai anh chị, ở: Bern, London, Bonn và Zurich. Sophie tốt nghiệp trung học trong năm 2002, sau đó, học ở đại học tiếng Đức và tiếng Anh.
Khi còn trẻ, Sophie có thời học piano. Cô ấy rất quen thuộc với dòng nhạc jazz từ khi còn nhỏ, vì cha cô thường hay nghe nó. Ngoài ra, cô ta cũng thích nhiều loại nhạc khác nhau, khi còn là một thiếu nữ, đầu tiên là hip-hop và R&B. Sau đó cô nghe nhạc rock – rồi khi trưởng thành, cô tìm hiểu nhạc country, bluegrass và dân gian.

## Nghề nghiệp

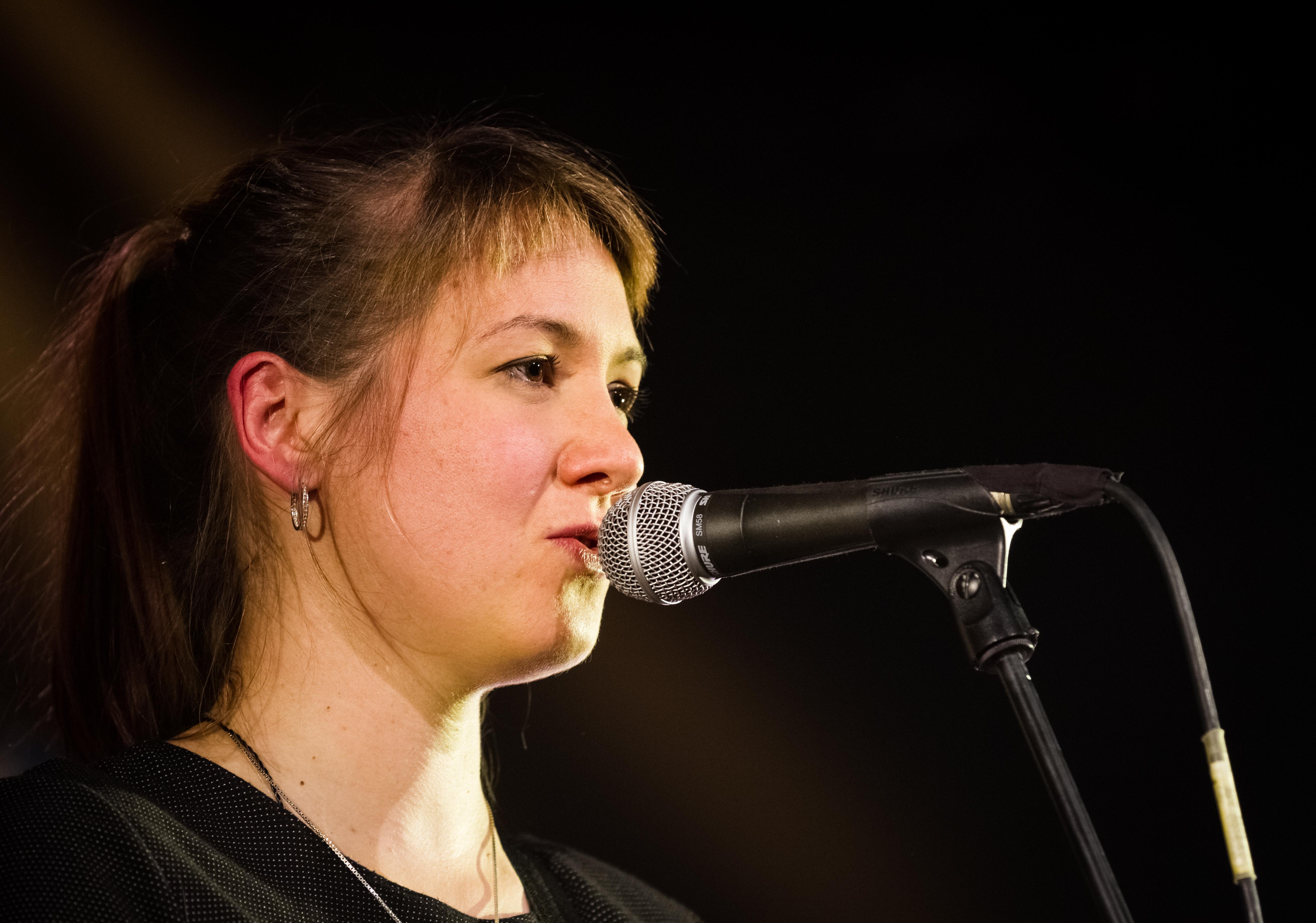
Sophie Hunger 2015

Từ năm 2002 cho đến năm 2006, Sophie được mời ca  cho dự án Superterz và xuất hiện trên album Standards 2006 phát hành bởi nhóm đó. Bắt đầu trong năm 2004, Sophie là ca sĩ chính ban nhạc indie rock, Fisher. Ban nhạc tan rã trong năm 2007.
Sophie chơi guitar, blues harp, piano và sáng tác hầu hết các bài hát của cô bằng tiếng Anh, Tiếng Pháp, Tiếng Đức Thụy Sĩ, Tiếng Đức và tiếng Ý Thụy Sĩ. Vào năm 2006, trong một vài ngày, cô ấy thu album đầu tay, Sketches on Sea, ba bài hát mà được nghệ sĩ kèn trombone Michael D đệm nhạc. Album ban đầu được cô tự phát hành vào năm 2006, sau đó tái phát hành vào năm qua hãng nhạc Gentlemen Records.
Ngày 6 tháng 7 năm 2008, Sophie, và ban của cô trình diễn ở Miles Davis Hall tại Lễ hội nhạc Jazz Montreux, cũng như Yael Naim và Camille.
Vào tháng 10 năm 2008, Sophie phát hành album đầu tiên của cô trong phòng thu âm Monday's Ghost, cho Two Gentlemen Records.
Vào tháng bảy, năm 2009, Sophie và ban nhạc của cô chơi trong ngày thứ 2 tại TEDGlobal.
Trong tháng 6 năm 2010, Sophie và ban nhạc chơi tại sân khấu John Peel tại đại nhạc hội Glastonbury. Sophie là người Thụy Sĩ đầu tiên chơi ở đó. Vào tháng 7 năm 2010 cô trình diễn ở 100 Lạc bộ, London, trong tháng 10 năm 2010 tại Roundhouse, London.
Vào tháng chín, năm 2010, Sophie và ban nhạc chơi tại sân khấu Plaça del Rei stage ở La Mercè, Barcelona.
Ngày 29 tháng 6 năm 2011 Sophie trình diễn tại  Lễ hội nhạc Jazz Quốc tế ở Montreal, Canada, mở đầu cho Madeleine Peyroux. Cũng tại Lễ hội này, cô cũng mở đầu cho Erik Truffaz Quartet vào thứ hai tuần sau, 4 tháng 7 năm 2011. 
Vào năm 2011, phiên bản Noir Désir's "Le Vent Nous Portera" của cô, được xuất hiện trong phim "Café de Flore" được đạo diễn bởi Jean-Marc Vallée.

## Đĩa hát

### Album

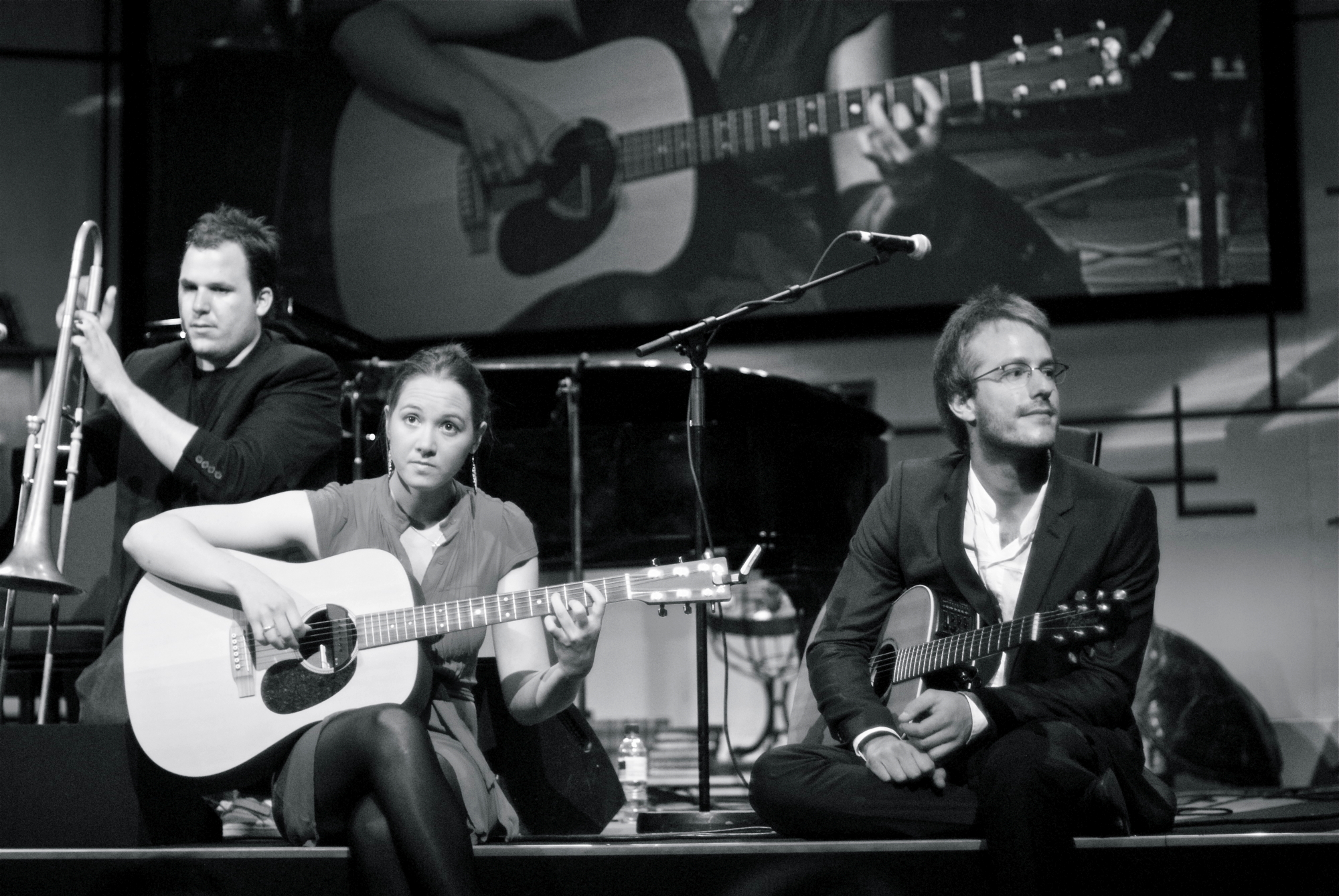
Sophie Hunger trình diễn với ban nhạc tại TED (hội thảo) ở Vương quốc Anh vào ngày 22 tháng bảy năm 2009

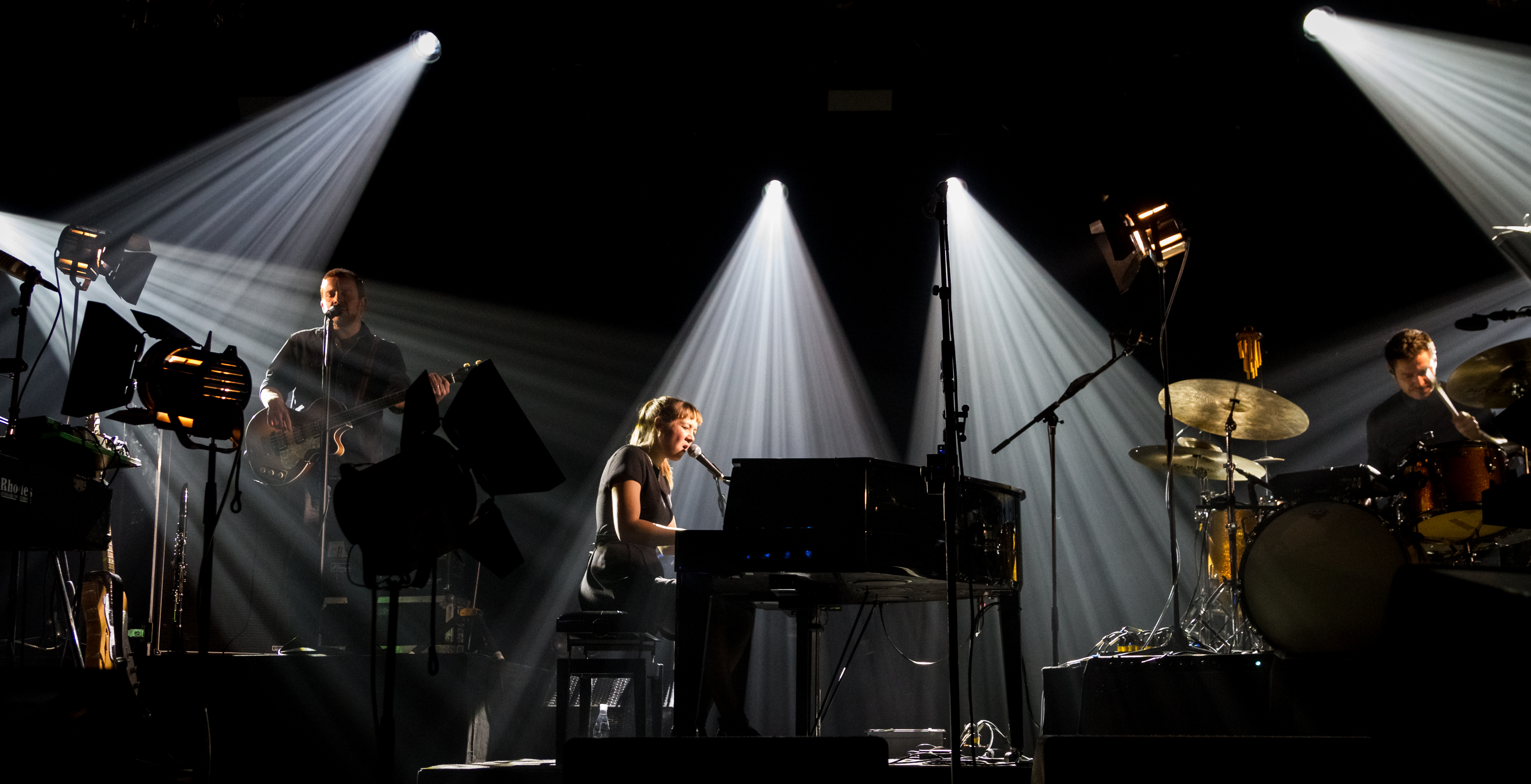
Sophie Hunger trình diễn với ban nhạc tại Leverkusener Jazztage 2015 ở Đức

| Năm      | Album                     | Vị trí cao | Vị trí cao | Vị trí cao | Vị trí cao | Vị trí cao |
| Năm      | Album                     | TH         | TH         | BEL (Wa)   | GER        | FRA        |
| -------- | ------------------------- | ---------- | ---------- | ---------- | ---------- | ---------- |
| 2006     | Phác thảo trên Biển       | —          | —          | —          | —          | —          |
| Năm 2008 | Thứ hai là Ghost          | 1          | —          | —          | —          | 105        |
| Năm 2010 | 1983                      | 1          | —          | —          | 62         | 87         |
| 2012     | Sự Nguy hiểm của Ánh sáng | 2          | 57         | —          | 50         | 52         |
| 2015     | Trăng                     | 1          | 17         | 178        | 6          | 83         |

### Album chơi Live
| Năm  | Album               | Vị trí cao | Vị trí cao | Vị trí cao | Vị trí cao |
| Năm  | Album               | TH         | TH         | GER        | FRA        |
| ---- | ------------------- | ---------- | ---------- | ---------- | ---------- |
| 2013 | Các Quy tắc của Lửa | 21         | —          | 89         | —          |

Với các ban nhạc Fisher, dưới tên Emilie Welti

### Đĩa đơn
| Năm  | Tiêu đề                 | Vị trí cao | Vị trí cao | Album |
| Năm  | Tiêu đề                 | BEL (Wa)   | FRA        | Album |
| ---- | ----------------------- | ---------- | ---------- | ----- |
| 2014 | "Le trút chúng portera" | 20         | 154        |       |

### Nhạc phim
như Emilie Welti
- Năm 2008: Der Freund (với Marcel Vaid):
- Năm 2010: Ramsey 202[12]

như Sophie Hunger
- 2016: My Life as a Courgette

## Đóng phim
như Emilie Welti
- Năm 2008: Der Freund
- 2012: Der Kumpel

như Sophie Hunger
- 2012: The Rules of Fire
- 2016: My Life as a Courgette